# Чайна Мобайл
China Mobile е търговското наименование на компанията China Mobile Limited (на китайски: 中国移动通信, пинин: Zhōngguó Yídòng Yǒu Xiàn Gōngsī) и неговия краен основен акционер, China Mobile Communications Group Co., Ltd. (на китайски: 中国移动通信集团有限公司, пинин: Zhōngguó Yídòng Tōngxìn Jítuán Gōngsī). Известна по-рано като China Mobile Communications Corporation, „CMCC“, тя е китайска държавна компания, която предоставя мобилни гласови и мултимедийни услуги чрез своята национална мобилна телекомуникационна мрежа в континентален Китай и Хонконг.
China Mobile е регистрирана на борсата в Хонконг. Това е най-големият мобилен мрежов оператор в света по общ брой на абонатите.
Към 31 октомври 2020 China Mobile има обща пазарна капитализация в размер на 965 млрд. хонконгски долара – най-голямата компания от категорията червени чипове.

## История
Компанията е пряко контролирана от правителството на Китайската народна република. Освен това тя е също и публична компания, листвана на борсите в Ню Йорк и Хонг Конг. От самото си създаване за граждански и военни цели, China Mobile доминира при китайските мобилни услуги. Според Министерството на отбраната на САЩ компанията е свързана с китайската армия. От 2010 г. насам China Mobile контролира по-голямата част от вътрешния пазар на мобилни услуги със 70% пазарен дял.  Другите компании, China Unicom и China Telecom, имат съответно 20% и 10% пазарен дял.
China Mobile се отделя от телекома China Telecommunications Corporation през 1999 г., но последната продължава да предоставя мобилни услуги. Компанията вероятно се радва на значителни протекции от страна на китайското правителство, но правителството често се намесва и в бизнеса. Правителственият контрол се осъществява чрез предполагаемата държавна холдингова компания China Mobile Communications Group Co., Ltd., която притежава 100% от собствеността на China Mobile (HK) Group Limited,, която пък от своя страна притежава над 70% от China Mobile – останалата част се контролира от публични инвеститори. Създадената през 2000 г. CMCC към 2019 г. е текущата компания-майка на China Mobile.

### Покритие в отдалечените райони
За разлика от конкурентите си, China Mobile исторически държи по-голям дял от пазара в отдалечените райони. Към 2006 г. нейната мрежа осигурява покритие на 97% от китайското население и оттогава компанията се радва на постоянен поток от нови клиенти от селските райони. Там компанията предлага специализирани услуги, включително селскостопанска информационна услуга, която улеснява различни дейности като продажба и покупка на селскостопански продукти, достъп до пазарни цени за продукция и култури, банкови преводи, банкови тегления и плащания и др.

### Дейност в чужбина
Компанията се разклонява през 2007 г. с покупката на Paktel в Пакистан, пускайки там година по-късно марката Zong.
През 2013 г. China Mobile опитва разширяване в Мианмар, като изразява интерес към наддаването за един от двата предлагани лиценза в партньорство с Vodafone, но този план в крайна сметка се проваля.

### Вътрешни придобивания
През май 2008 г. компанията поглъща China Tietong, фиксирана телекомуникационна компания и по това време третият по големина широколентов интернет доставчик в Китай, добавяйки интернет услуги към основния си бизнес на мобилни услуги.

### Мрежа
China Mobile управлява GSM мрежа, която обхваща всички 31 провинции, автономни райони и пряко администрирани общини в континентален Китай, това включва също и Хонконг. GPRS се използва за предаване на данни.
3G
Компанията контролира 70% от китайския мобилен пазар с търговската марка „G3“, но далеч по-малък е процентът на 3G услугите. От 2012 г. нейните близо 60 милиона 3G абонати представляват приблизително 9% от общата база абонати, което е увеличение в сравнение с 3% през 2010 г.
3G мрежата, която все още е в процес на изграждане през 2010 г., използва стандарта UMTS, за разработването на който помага и China Mobile. От 2010 насам 3G услугата е достъпна във всички 4 пряко контролирани общини и повечето от 283-те града на ниво градска префектура в Китай. 
4G
От 2010 г. China Mobile дебютира с малки 4G демонстрационни мрежи, използвайки вариант на 3GPP стандарта и има планове за по-големи демонстрационни мрежи в бъдеще. Такива мрежи са в експлоатация към май 2012.
Докато предишните модели iPhone не могат да използват мрежата на China Mobile поради разлика в чипсета, в средата на 2012 г. започват преговори с Apple за продажби на iPhone 5 и продажбите са факт от януари 2014 г.
Еверест
През 2003 г. и след това през 2007 г. China Mobile предоставя мобилни услуги на връх Еверест.
Покритие на островите Спратли
През май 2011 г. China Mobile обявява, че мрежата ѝ вече включва спорните острови Спратли.

### Сделка с Nokia
През октомври 2014 г. Nokia и China Mobile подписват рамково споразумение на стойност 970 млн. щ.д. за доставки между 2014 и 2015 г.

## Делистване от американските фондови пазари
През ноември 2020 г. президентът Доналд Тръмп издава изпълнителна заповед, забраняваща на всяка американска компания или физическо лице да притежава акции в компании, които Министерството на отбраната на Съединените щати посочва като имащи връзки с Народноосвободителната армия, която включва и China Mobile.    На 31 декември 2020 г. Нюйоркската фондова борса обявява, че ще спре търговията с China Mobile, China Telecom и China Unicom от 7 до 11 януари 2021 г. и ще започне процеса на делистване на компанията, което ще доведе до спад на стойността на акциите ѝ. На 4 януари решението за премахване внезапно е отменено; два дни по-късно NYSE заяви, че премахването от листването ще продължи. 